# Broncho Billy and the Greaser
Pour plus de détails, voir Fiche technique et Distribution.
Broncho Billy and the Greaser est un film muet américain écrit, réalisé, produit et interprété par Broncho Billy Anderson et sorti en 1914 .

## Synopsis
Broncho Billy, contraint d'affronter un Mexicain bardé de mauvaises intentions, est aidé par le vieil homme qu'il a auparavant sauvé.

## Fiche technique
- Titre original : Broncho Billy and the Greaser
- Réalisation : Broncho Billy Anderson
- Scénario : Broncho Billy Anderson
- Société de production : The Essanay Film Manufacturing Company
- Pays d'origine :  États-Unis
- Langue : film muet avec les intertitres en anglais
- Format : Noir et blanc — 35 mm — 1,33:1 — Muet
- Genre : Western
- Durée : 15 minutes
- Date de sortie : 10 octobre 1914

## Distribution
- Broncho Billy Anderson : Broncho Billy
- Lee Willard : Le Mexicain
- Marguerite Clayton : La fille